# 브레턴우즈 체제

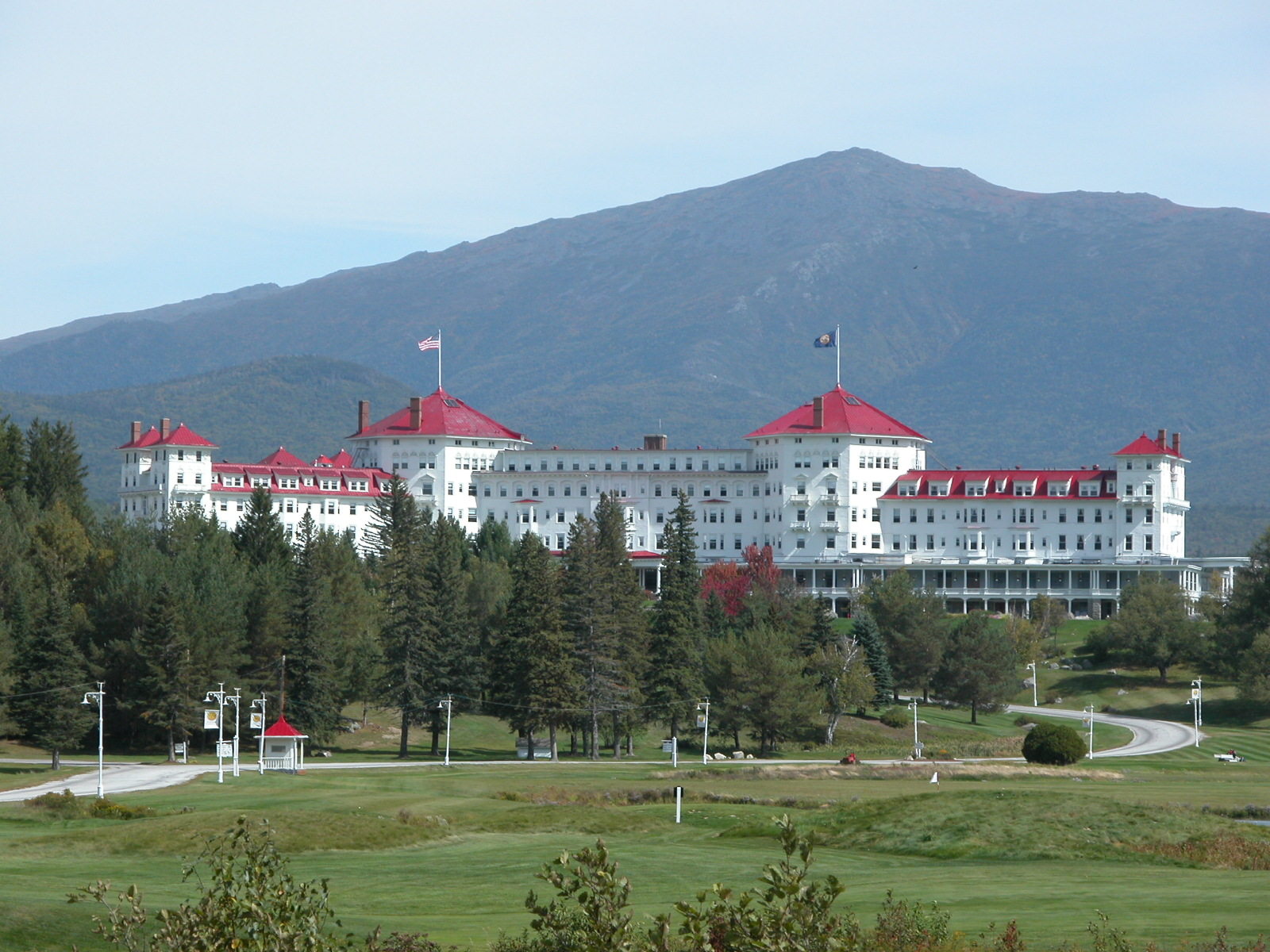

브레턴우즈 체제( - 體制, 영어: Bretton Woods system, BWS)는 브레턴우즈 회의에 따라 구축된 국제 통화 체제이다. 2차 세계대전 종전 직전인 1944년 미국 뉴햄프셔주 브레턴우즈에서 열린 44개국이 참가한 연합국 통화 금융 회의에서 탄생되었다.

## 주요 내용
협정에 따라 국제통화기금(IMF)과 국제부흥개발은행(IBRD)이 설립되었다. 통화 가치 안정, 무역 진흥, 개발 도상국 지원을 목적으로 하며 환율을 안정시키는 것이 주요한 목표였다.
- 미국 달러화를 기축 통화로 하는 금환본위제도의 실시 : 금 1온스를 35달러로 고정시키고, 그 외에 다른 나라의 통화는 달러에 고정.
- 조정가능한 고정환율 제도의 실시 : 원칙적으로는 상하 1% 범위 내에서 조정이 가능하며, 국제수지의 근본적인 불균형(fundamental disequilibrium)이 있는 경우에만 예외적으로 그 이상의 변동을 허용.
- 1930년대 이래의 각국통화가치 불안정, 외환관리, 평가절하경쟁, 무역거래제한 등을 시정하여 국제무역의 확대, 고용 및 실질소득증대, 외환의 안정과 자유화, 국제수지 균형등을 달성할 것을 목적으로 체결.
- 각국에 필요한 외화를 공급하는 국제통화기금(IMF)과, 전후부흥과 후진국개발을 위한 국제부흥개발은행(IBRD)을 창설.

이 체제가 지속되는 동안 제1세계 국가들은 자유무역을 기반으로 기록적인 고도성장을 이루었다. 그러나 1971년 8월 닉슨 쇼크 이후 12월 스미소니언 협정으로 이행하여 변질된 형태로나마 이어지던 브레튼 우즈 체제는 1973년 초 주요국이 환율을 유동화시킴으로써 IMF 체제는 브레튼 우즈 체제가 갖추었던 금환본위제라는 양대기본개념이 크게 변질된 새로운 국제통화제도로 모습을 바꾸었다.

## 달러 위기
제2차 세계 대전 후 피폐된 서구 각국에 대해 압도적인 금보유를 배경으로 한 미국 달러는 절대적 우위를 차지했고 국제경제상 커다란 지위를 차지하는 한편 IMF 체제 아래서도 달러는 금의 대리(代理)라는 탁월한 지위를 인정받아 왔다. 또한 미국 달러는 전후 유럽, 일본 등의 부흥, 나아가서는 대한민국에 대한 원조 등 자유세계의 번영기금으로 천문학적인 금액이 투하되었다. 그러나 1950년대 말부터 서구의 눈부신 경제성장에 비해 미국경제는 정체하고 국제수지도 만성적이고 대폭적인 적자를 누적시켜 금 준비와 대외 단기달러채무 잔고의 비율이 악화되기 시작했다. 이렇게 비롯된 달러의 지위 동요는 1960년 가을에 표면화되어 그 후 이런 경향은 만성화되고 심각화되어 금융 위기인 달러 위기(dollar 危機)로 이어졌다.

## 붕괴
베트남 전쟁 등으로 인한 미국의 국제수지 적자가 발생하고, 전비조달을 위한 통화량 증가에 의한 인플레이션으로 인해 달러 가치가 급락하자 일부 국가들이 금태환을 요구하였고, 결국 금태환 정지선언인 1971년의 8·15 닉슨 조치는 이런 달러위기의 타개를 꾀하는 것으로 받아들여지나 이 조치에 따라 브레튼 우즈 체제가 붕괴, 국제 통화제도는 혼란에 빠지고 세계무역은 축소화의 경향을 지지게 되며 한편 후진국에는 악영향을 주었다.
로베르 트리핀은 금본위제도가 유동성 문제와 신뢰성 문제라는 양자의 딜레마속에서 무너질 수밖에 없는 체제였다고 지적한 바 있다. 유동성 문제란 세계 경제의 발전과 함께 달러의 수요는 많아지나, 금의 생산량은 제한적이므로 발생하는 문제이다. 만약 유동성 문제를 해결하기 위해 달러의 공급을 증가시킨다면 달러 가치에 대한 신뢰성이 하락하는 문제가 발생하는 딜레마에 봉착한다는 것이다.
금환본위제는 국제수지 자동조절기능의 약화와 통화팽창 가능성이란 약점때문에 1929년 대공황을 계기로 1931년 붕괴하게 된다. 따라서 이때의 무역정책을 보면 강력한 보호무역조치가 만연하는 경향이 나타났었다. 특히 1930년대의 세계대공황은 국제통화질서를 회복하기 어려운 결정타를 가하였다. 주식시장의 붕괴는 급속히 전 세계로 확대되어 유럽각자의 연쇄적인 파산을 불러일으켰고, 그 후 미국마저 달러화의 평가절하를 단행하여 주요선진국은 일시적인 변동환율을 채택하게 되었다. 여기서 금본위제도는 붕괴되고 말았다.

## 붕괴 후 세계경제 동향
금본위제가 붕괴 한 후, 세계경제는 걷잡을 수 없는 혼란에 빠졌다. 우선 각국이 보호주의를 강력히 추구하여 관세장벽을 높여가는 한편, 수입할당제, 수입허가세 등 비관세 수단에 의해 무역규제도 나타나게 되었다. 뿐만 아니라 경쟁적인 평가절하가 만연됐으며, 대영제국, 스칸디나비아, 포르투갈, 일본을 중심으로 하는 파운드 블록, 북중남미국가를 중심으로 한 달러블록과 같은 블록들이 형성되었다. 그 결과 자유무역은 자취를 감추고 자유무역원리와 금본위제에 뒷받침을 받았던 20세기 경제질서는 완전히 붕괴되었다.

## 신 브레튼 우즈 체제 등장
- 신 브레튼 우즈 체제는 아직 실체가 없는 시스템이다. 물론 신 브레튼 우즈 체제에 대한 논의가 유럽연합을 중심으로 진행되고 있고, 그 중심에 당시 유럽연합 순회의장국인 프랑스의 사르코지가 있다. 신체제의 창설을 처음 제안했던 쪽은 영국의 고든 브라운 총리였다. 브라운 총리의 제안은 첫째, 금융위기 정보시스템, 둘째, 세계 30위권 금융기관에 대한 감독강화였다.
- 미국 워싱턴에서 'G20' 긴급정상회의가 열렸으나, 규제감독 강화와 경기부양에 관한 원칙에는 합의를 봤으나 초국가적 금융감독기구 창설에 대해서는 합의를 이루지 못했다.
- 신 브레튼우즈 체제 대립구조 : 먼저 유럽연합 속에서는 긍정적인 측면에서 활발한 논의가 벌어지지만, 미국 쪽에서는 미국의 세계금융주도권이 약해질 수 있다는 주장 아래 서로간의 이해관계가 충돌하고 있다.

## 해석
피터 자이한은 그의 저서 <21세기 미국의 패권과 지정학>에서 브레튼 우즈 체제의 본질은 미국이 소련에 대항하기 위한 안보동맹 차원에서 이해해야 한다고 주장한다. 이 안보동맹으로 미국은 반공산주의 진영을 세워 세계의 보안관 역할을 30년 동안 해왔으며 이 체제의 종식으로 자유무역에서 보호무역으로 미국이 입장을 바꿨다고 주장한다.

## 같이 보기
- 금본위제
- 스미소니언 협정
- 킹스턴 체제
- 국제통화기금
- 팍스달러리움
- 국제부흥개발은행
- 금융 위기